# Nion Albernaz
Nion Albernaz (Goiás, 15 de abril de 1930 — Goiânia, 6 de setembro de 2017) foi um economista, engenheiro civil e político brasileiro que foi prefeito de Goiânia por três vezes.

## Biografia
Natural da cidade de Goiás, antiga Vila Boa, filho de Nicanor Garcez Albernaz e Ondina de Bastos Albernaz. Formado em Economia pela Universidade Federal de Goiás (1954) e em Engenharia Civil (1959) pela Universidade Católica de Goiás. Eleito vereador em Goiânia (PSD) em 1956, foi nomeado diretor-geral da UFGO (1963-1966), foi professor de matemática no Colégio Liceu de Goiânia e ocupou o cargo de Secretário Municipal de Fazenda de Goiânia na administração Iris Rezende (1966-1968), o qual acumularia com a presidência da Companhia de Habitação de Goiás no governo Otávio Lage. Decretado o bipartidarismo ingressou no MDB e retornou à Secretaria de Fazenda (1979) na breve passagem de Daniel Antônio pela prefeitura de Goiânia. Com a eleição de Iris Rezende ao governo do estado em 1982 foi nomeado prefeito (1983-1986) de Goiânia. Eleito deputado federal, foi o mais votado do estado de Goiás pelo PMDB em 1986, venceu as eleições para prefeito de Goiânia em 1988 e retornou ao cargo também por voto direto em 1996 quando estava filiado ao PSDB. Recebeu a Medalha do Mérito Legislativo Pedro Ludovico Teixeira, a mais alta comenda da Assembleia Legislativa em 2010. Em Brasília, participou ativamente da elaboração da Constituição Federal, promulgada em outubro de 1988.

## Principais Ações em vida
Ações como prefeito de Goiânia:
- Criou 10 Cooperativas de Produção em bairros considerados carentes, em parceria com o Sebrae e o Governo do Estado;
- Promoveu a urbanização de Goiânia;
- Construiu as Marginais Botafogo e Cascavel;
- Informatizou a Prefeitura através da Comdata;
- Iniciou a construção do Paço Municipal;
- Asfaltou 10.500m² de vias em Goiânia, durante seus três mandatos;
- Implantou o projeto do Contorno Norte, mais uma alternativa de saída para as GOs e BRs que circundam a cidade;
- Implantou a Avenida Cora Coralina, para melhorar o tráfego da Avenida 85;
- A Marginal Botafogo foi ampliada em seu terceiro mandato;
- Iniciou a implantação da Marginal Cascavel;
- Implantou a Assessoria Especial da Mulher para atendimento nas áreas relativas à Justiça, cartoriais, psicológica, médica e laboratoriais;
- Implantou o Clube do Povo, na região Noroeste de Goiânia;
- Foi o primeiro órgão executivo do País a criar a Assessoria Especial para Políticas Públicas da Juventude;
- Criou o Programa Amigos do Meio Ambiente, permitindo ao jovem adquirir uma profissão e a respeitar o meio ambiente;
- Criou o Programa de Assistência do Idoso para atendimento médico, psicológico e social;
- Criou o Programa de Atenção às Pessoas Portadoras de Deficiências.
- Criou os Cepal - Centros de Alimentação.